# Junge Piraten
De Junge Piraten (Nederlands: Jonge Piraten) is de jongerenorganisatie van de Piratenpartei Deutschland. De organisatie werd opgericht in Wiesbaden op 18 april 2009. De organisatie heeft 815 leden.
Regionale organisaties bestaan in Nedersaksen en Noordrijn-Westfalen. Er is geen lidmaatschap van de moederpartij vereist om lid te worden van de Junge Piraten. Er bestaat geen minimumleeftijd voor een lidmaatschap, maar wel een beperkende leeftijd van 27 jaar. Deze grens is niet geldig voor ereleden.